# Samegården Välimaa
Samegården Välimaa (finska: Välimaan saamelaistila) är en tidigare nybyggargård i Utsjoki kommun i Lappland i Finland.
Välimaa grundades 1858 på en gräsbevuxen strandslätt vid Tana älv av fiskesamen Antti Jouninpoika Warsi och baserades på fiske och fårskötsel. Det har funnits bosättning i området åtminstone sedan 1600-talet. Gården var bebodd av medlemmar av släkten Warsi till slutet av 1970-talet och köptes 1981 som en ödegård av Museiverket. Den har restaurerats och sköts idag som museum av Forststyrelsen. 
På gårdstunet finns bostadshuset, som är en parstuga, samt ett antal uthus: lada, torvkåta, nätbod, köttbod, fiskbod, högälle och bastu. Dessutom finns en förrådsställning och en brunn med brunnssvängel. Flertalet byggnader är byggda i timmer och de har tak av torv eller bräder. Gårdtunet omges av en inhägnad.